# Alexandra Krebs
Alexandra Krebs (26 novembre 1977) è un'ex sciatrice alpina statunitense.

## Biografia
Alexandra Krebs, originaria di Waitsfield, debuttò in campo internazionale in occasione dei Mondiali juniores di Lake Placid 1994; sempre nel 1994 a Vail in slalom gigante disputò la sua unica gara di Coppa del Mondo, senza classificarsi. In Nor-Am Cup conquistò l'ultima vittoria il 7 gennaio 1997 a Mount Orford in slalom speciale, salì per l'ultima volta sul podio il 2 gennaio 1999 a Sugarbush in slalom gigante (2ª) e prese per l'ultima volta il via il 5 gennaio successivo a Val Saint-Côme in slalom speciale (5ª). Si ritirò durante la stagione 2001-2002 e la sua ultima gara fu uno slalom speciale universitario disputato il 9 febbraio a Dartmouth; non prese parte a rassegne olimpiche o iridate.

## Palmarès

### Nor-Am Cup
- 7 podi (dati dalla stagione 1994-1995):
  - 1 vittoria
  - 3 secondi posti
  - 3 terzi posti

#### Nor-Am Cup - vittorie
| Data           | Località     | Paese  | Specialità |
| -------------- | ------------ | ------ | ---------- |
| 7 gennaio 1997 | Mount Orford | Canada | SL         |

Legenda:

SL = slalom speciale

### Australia New Zealand Cup
- 1 podio (dati dalla stagione 1994-1995):
  - 1 terzo posto

### Campionati statunitensi
- 1 medaglia (dati dalla stagione 1994-1995):
  - 1 bronzo (slalom speciale nel 1998)